# 比伦特·科尔克马兹 (射箭运动员)
比伦特·科尔克马兹（土耳其語：Bülent Korkmaz，1975年3月5日—），土耳其男子射箭运动员。他曾代表土耳其参加2016年和2020年夏季残疾人奥林匹克运动会射箭比赛，其中2020年夏季残奥会获得一枚银牌。